# La Buxerette
La Buxerette is een gemeente in het Franse departement Indre (regio Centre-Val de Loire) en telt 108 inwoners (2009). De plaats maakt deel uit van het arrondissement La Châtre.

## Geografie
De oppervlakte van La Buxerette bedraagt 11,2 km², de bevolkingsdichtheid is dus 9,6 inwoners per km².
De onderstaande kaart toont de ligging van La Buxerette met de belangrijkste infrastructuur en aangrenzende gemeenten.

## Demografie
Onderstaande figuur toont het verloop van het inwonertal (bron: INSEE-tellingen).